# 穆天子傳
《穆天子傳》，中國先秦古籍，於前3世紀初埋藏於魏襄王墓，西晉時為盜墓者發現。竹簡先後經過荀勗和束晳的整理與隸定，形成傳世本《穆天子傳》，內容主要講述周穆王率部下遊歷各地，周行天下，接受各地部族的進貢，並西行會見西王母，互相歌唱贈答；最後返回宗周大會諸侯。有關《穆天子傳》成書及年代，眾說紛紜，有成於西周史官、源出西周而經魏國人改寫、戰國時創作及晉代偽書四種說法；而有關《穆天子傳》的性質，亦有信史、傳奇小說、綜合神話與歷史、巫幻體驗等多種意見。現今所存的古本有《正統道藏》本及天一閣刊本等。

## 成書與年代
《穆天子傳》成書過程不詳:140。顧實認為此書是隨周穆王的史官所寫的遊記:4。小川琢治指出此書源自周室古史，部份較平易的文句，或出於魏國史官的改寫:97。夏含夷指出，《穆天子傳》的核心文本可以追溯到西周文獻，出土之本約於前300年或稍早抄寫:140、130。沙畹認為《穆天子傳》記載的原是秦國和趙國的「突厥民族傳說」，或是秦穆公西征凱旋之行的記錄，後人把故事附會於周穆王身上:87。小川琢治反駁沙畹此說，指出實不可信:127。李福清認為《穆天子傳》乃一模倣編年史的文學作品，產生於戰國時代，即前五至六世紀，並非出於一手，而是經不同作者逐漸形成的，出之以遊記方式；而周穆王會見西王母的情節，則模倣了民間傳說:4、7-8。馬伯樂認為《穆天子傳》原文的成書時間是前五至四世紀:3。王孝廉則認為《穆天子傳》如同《列子》俱屬偽書，是魏晉人的偽作:293；鹽谷溫也認為此書是偽書:3。

## 出土與流傳
前3世紀初，《穆天子傳》埋藏於位於汲郡的魏襄王（前318—前296年在位）墓塚。（一說汲塚並非王墓，而是魏國大夫之墓:104-105。）該墓於279年（咸寧五年）被盜，墓裏竹簡受嚴重破壞，一部份遺簡經搶救後，送抵西晉首都洛陽。祕書監荀勗率領文官整理這批竹簡，《穆天子傳》是第一部整理出來的文獻:128，此書原本定名為《周王遊行》，後來荀勗等人考定，方名為《穆天子傳》:130。此書隨即為張華等當時學者所知。元康年間（291—299），束晳任佐著作郎，得見《穆天子傳》竹簡，批評荀勗等人原來的整理工作:128、107、105，重新整理隸定。夏含夷認為，自束晳起直到北宋，《穆天子傳》有兩種整理本流傳於世。《穆天子傳》是偽書《列子》的文本來源之一:106-107、114。隋唐正史的《藝文志》或《經籍志》都把此書歸入「起居注」類，視之為周穆王時的實錄。清代學者質疑此書的史實性，《四庫全書》把《穆天子傳》收入「小說家類」:128。宋代以來，《穆天子傳》有所佚失，晁公武指出此書有8514字，今通行本只有6641字:365。

## 內容
《穆天子傳》竹簡脫落、譌奪錯亂之處頗多，往往有文義不通的地方:138，內容混亂，難以通讀:107。《穆天子傳》據稱記載了周穆王的事跡:364，逐日記錄周穆王的言行:96，部份內容在《左傳》、《史記》都提到過，說的是周穆王「遊行之事」。前四卷一氣呵成，記述周穆王西行，與其隨行隊伍浩浩蕩蕩周行天下，隨行的有八駿馬、六名狗，有御車者、武士、士人「七萃之士」。旅程目的在於順天應人，以安天下，祭祀上帝、社稷與祖先，向神靈求取治理天下之方:21-23。周穆王起初對自己的出行略感不安，生怕後世責怪，「七萃之士」加以支持鼓勵，勸服周穆王出行。征途上，周穆王實行狩獵禮儀，遇見各個居於山間、河谷、草原的部落，相互送禮、宴飲和道別。周穆王發現古帝王遺跡，就加以景仰和祭祀。有智之士伯夭獻上有關河流和各地物產的的圖典，勸服周穆王西征探險，並騎馬領路作天子先驅，「以極西土」:24、26。周穆王最終要抵達的目的地，是西王母之邦，他行經萬里而抵達西王母的國度，手執玉器，把絲綢獻給西王母，互相談話和唱歌。唱罷不久，西王母回到山裏，周穆王則登上弇山，刻石記載行跡。回來後天子在宗周之廟大會諸侯，歷數自己遊歷過的山川:28、30-31。旅程來回共643天:85。
《穆天子傳》卷五由各種段落組成，不一定是連續的故事:115，主要記述周穆王東征的旅程:22。卷六是由魏襄王墓中發現的《周穆王美人盛姬死事》編纂而成，記述周穆王對盛姬的寵愛:365。盛姬隨天子出狩，遇風寒而死:133，周穆王失去愛妃，痛不欲生:38，為她舉行喪祭；書中詳述埋葬活動:123。

## 詮釋與考證
楊寬把《穆天子傳》視作記載西周史實的「信史」:42，小川琢治也認為此書忠實記錄周室王者與百官的生活狀態，未經秦漢以後儒家的潤色，史料價值甚高:93。夏含夷指出，《穆天子傳》書中部份人物真有其人，其名字見諸西周金文，如書中「井利」即金文中的「邢利」，「毛班」即金文中的「毛公班」:129-130，二人都是周穆王朝中重臣，可見此書不盡虛構:133、140。雷米·馬修（Rémi Mathieu）則認為《穆天子傳》是中國史上首部歷史傳奇和史詩:364。王銘銘指出，《穆天子傳》綜合神話與歷史，接近於英雄史詩:22、44。小川琢治考證說，書中西王母或為「西苑」國女王，其國在今天山東端的巴里坤，西苑後來西遷，即漢代人所知的大宛:204、204；周穆王西征，隨從的士卒約有數千人，此行目的之一，是向西方部落酋長顯示周室的富強，加以懾服；另一動機是在途中狩獵，練習武藝:232、228-229。沙畹認為「西王母」是民族名或國君稱號，並非女性:85。王銘銘指出，書中最突出之處，是來目東方的天子與居於西方的西王母之間的神交，西王母如同值得嚮往的真諦，遠在他方:32。書中所見西王母形象，集《山海經》的神話西王母、《莊子》中的得道真人與崑崙帝都神話的西方仙境傳說這三者整合而成。有學者把書中西王母附會為波斯國王、阿拉伯女王、巴比倫月神等等:292、295。
御手洗勝認為，《穆天子傳》中周穆王類似於《莊子》所見那種「火不能熱，水不能溺」的神人，書中所記不是古代歷史地理學的真實反映:300-301。王孝廉認為，書中周穆王本身就是個神巫，穆王西上崑崙見西王母的故事，只是「巫幻」神遊之旅，所上的西王母山是理想中的神話天國，不是現實地名，故事也不是歷史紀實的遊記:299、301、303。李福清認為，此書尤其是卷六，表現了人世間的榮耀與強盛轉瞬即逝:9。

## 版本與譯本
《穆天子傳》的重要版本有：一．《正統道藏》本:121；二．明代天一閣刊本，重印收入《四部叢刊》；三．1592年《漢魏叢書》本；四．明代《古今逸史》本；五．1791年（乾隆五十六年）《增訂漢魏叢書》本；六．1794年（乾隆五十九年）《漢魏叢書採珍》本:366。譯本方面，1934年鄭德坤發表《穆天子傳》英譯本，1978年雷米·馬修（Rémi Mathieu）發表法譯本，題為Le Mu Tianzi zhuan: traduction annotée, étude critique（《穆天子傳：譯注、考證研究》），巴黎法蘭西學院出版:367:345。

## 延伸閱讀
[在维基数据编辑]
 在维基文库阅读本作品原文（ 在维基共享资源阅览影像）
 《穆天子傳 (四庫全書本)》
 《穆天子傳 (四部叢刊本)》